# Histoire de la télévision en Belgique
 (janvier 2016).
Si vous disposez d'ouvrages ou d'articles de référence ou si vous connaissez des sites web de qualité traitant du thème abordé ici, merci de compléter l'article en donnant les références utiles à sa vérifiabilité et en les liant à la section « Notes et références ».
L'histoire des techniques de télévision fait l'objet d'un article séparé.

## La pré-histoire
Au début des années 1930, Philips organise, en ses locaux Bruxellois, pour ses revendeurs, une démonstration de télévision en circuit fermé. La démonstration se déroulait comme suit : les visiteurs assistaient d'abord à un concert en live. Tandis que l'artiste continuait à chanter les visiteurs étaient dirigés vers une autre salle au sein de laquelle était installé un poste de télévision (l'écran était quasi rond) permettant de suivre le concert.
En 1935, lors de l'exposition universelle de Bruxelles, les visiteurs découvriront cette curiosité qu'est la télévision.

## 1951: La télévision expérimentale
Technique mise au point avant la Seconde Guerre mondiale, la fin du conflit va permettre à la télévision d'entrer dans une phase de diffusion vers le grand public.

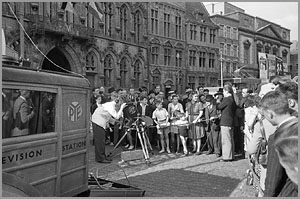
Démonstration de télévision sur la Grand'place de Mons, le 16 septembre 1947.

 En 1947 déjà, il y eut quelques démonstrations de télévision réalisées en Belgique par la société britannique Pye Ltd.
Dès avril 1950, quelques téléspectateurs belges jusqu'à Bruxelles pourront capter les émissions de l'émetteur français de Lille.

Malgré le scepticisme ambiant qui pense que la télévision est un gadget sans avenir et trop coûteux pour un petit pays, Louis-Philippe Kammans s'attachera dès 1950 à former une équipe pour préparer les débuts du nouveau média : les techniciens viendront de la radio et les équipes de réalisation viendront du théâtre pour la plupart. 
À la fin de 1951, les essais en circuit fermé commencent dans la maison de l'INR, place Flagey. Tant du côté francophone que du côté néerlandophone, c'est un studio radio qui sera converti pour accueillir les premières caméras et projecteurs. 
Le 11 septembre 1951, on réalise en direct (aucune possibilité d'enregistrement n'existe !) la pièce de Tristan Bernard, Je vais m'en aller. 
Dès le départ, la télévision s'installe dans la tour de Babel des normes : 
- les francophones pour se rapprocher de la télévision française adopteront le 819 lignes, mais avec une bande passante normale, réduisant ainsi la qualité par manque de définition horizontale !
- les néerlandophones adopteront le 625 lignes européen mais avec des normes belges : modulation positive pour l'image et modulation d'amplitude pour le son. Les premiers téléviseurs belges seront des monstres multi-standards, captant outre les deux normes belges, la norme française à 819 lignes et la norme européenne (Allemagne et Pays-Bas) à 625 lignes avec modulation négative pour l'image et son en modulation de fréquence. Mais ceci, c'est pour la date fatidique du 31 octobre 1953, date du début officiel de ce qui s'appelle Télé-Bruxelles. La première speakerine est Andrée Rolin. Après un relais de Paris pour les informations, une soirée de variétés baptisée Boum.

Encore largement expérimentale, elle émet six jours par semaine, deux heures par jour et à côté de ses émissions propres du mercredi et du dimanche, la part belle est faite au relais de la RTF, y compris le journal télévisé français !
Seuls les téléspectateurs (fortunés !) habitant dans un rayon de 40 km autour de Bruxelles peuvent voir les émissions qui partent d'antennes situées sur le palais de Justice ; en 1954, Liège recevra son émetteur du Bol d'Air (Ougrée). Dès le début, les premiers téléspectateurs belges pourront voir deux chaînes nationales, la francophone et la flamande. En plus, une partie du territoire peut capter les émissions parisiennes émises depuis la RTF de Lille, cependant que, dans le nord du pays, on reçoit les Pays-Bas. Une frange côtière capte même la télévision de la BBC anglaise.
Inspiré par le couronnement de la reine du Royaume-Uni retransmis en direct en France, Belgique, Pays-Bas et Allemagne de l'Ouest grâce à des convertisseurs de définitions, le 26 mars 1954 naît le réseau Eurovision qui groupe les principaux pays d'Europe de l'Ouest, dont la Belgique, dans le but d'échanger des programmes. Les techniciens et le matériel de la régie centrale de contrôle en sont installés en Belgique, sous la coupole qui domine le monumental palais de justice de Bruxelles au sommet duquel, dominant la ville, est installée une grande antenne captant les émissions du réseau belge de relais qui jalonnent tout le pays en liaison avec les réseaux de France, Allemagne et Pays-Bas auxquelles se joindront d'autres pays européens.
L'Eurovision va organiser dès 1954, à destination de huit pays d'Europe occidentale, une série d'émissions dont le reportage du championnat du monde de football en Suisse, plus neuf programmes culturels. L'INR produira en studio, le 24 juin, une émission sur le folklore wallon présentée en six langues par Irène Janetsky, collaboratrice des émissions radio en langue allemande.
Dès 1955, deux cars de reportage permettront les émissions en extérieur. La même année, le Ciné-Club de Minuit présentera les films de Bergmann, Herzog parfois avant leur sortie en salle. Ce sera la seule émission en Europe présentant ces films exceptionnels.
En novembre 1956, la crise du canal de Suez dans laquelle la France sera fortement impliquée oblige la télévision belge à ne plus relayer les informations partisanes venues de Paris et à créer ses propres informations télévisées. C'est Robert Stéphane qui sera, au pied levé le premier journaliste du journal télévisé belge le 4 novembre 1956. Par manque de moyens, ce ne sera au début qu'une relecture des informations diffusées en radio.

## 1958: la maturité - l'Exposition universelle de Bruxelles et la naissance de l'Eurovision
Des débuts à cette date, les émissions s'étoffent et on arrivera en cette année fastueuse à supprimer le jour de relâche. On inaugure aussi les puissants émetteurs de Wavre sur le site du centre d'émission radio.
C'est aussi pour le petit service de la télévision, la première expansion en personnel et en matériel pour couvrir quotidiennement de nombreuses heures de direct depuis le plateau du Heysel.
On pourra découvrir, dans le pavillon américain, des démonstrations de télévision en couleur.
Plusieurs diffusions d'un même programmes et des échanges de programmes entre chaînes de différents pays sont rendus possibles par l'emploi l'emploi du Kinéscope (enregistrement sur pellicule cinématographique des émissions de télévision) puis des premiers magnétoscopes "Ampex" à pellicule magnétique de deux pouces de largeur.
Ainsi, une première pièce en wallon est présentée à la télévision depuis l'exposition, Tati l'Périqui, et de grands événements, notamment sportifs, pourront être présentés en différé dès la fin des années cinquante.
Dès 1959, le magazine de reportage Neuf millions va permettre aux journalistes de télévision de s'affirmer, notamment lors des évènements du Congo en 1960. Des échanges fructueux auront lieu avec la France : 5 colonnes à la une et la Suisse : Continent sans visa.
Outre l'information, la télévision produira également avec son service ``dramatiques´´ un grand nombre de fictions, pièces de théâtre captées en salle ou filmées en studio, téléfilms. Dans l’esprit qui préside aux débuts de la télévision qui se veut éducative, la part belle est faite aux textes classiques sans négliger pour autant la création contemporaine. L'émission ``Théâtre d'aujourd'hui´´ proposera ainsi des pièces d'auteurs tels que Brecht, Obaldia, Pinter, Adamov, Ionesco, Beckett. Mais la concurrence toujours croissante et la volonté de conserver les faveurs d'un public toujours plus large entraîneront à partir des années 1970 une progressive mais inéluctable réduction de telles productions jugées par certains trop difficiles pour un public de plus en plus nombreux et populaire.

## 1960: Exit l'INR, voici la RTB
Le mariage du roi Baudouin, le 15 décembre 1960, retransmis avec de gros moyens techniques sera pour le public belge, le début de l'achat en masse des téléviseurs. La même année, un vrai journal télévisé est créé. 
Dès 1961, les programmes s'étoffent ; les relais de Paris diminuent. En 1966, ils ne représenteront plus que 15 % du volume total.
Les années 1960 verront aussi les débuts de l'installation de la télévision par câble qui amènera les chaînes françaises déjà présentes pour Bruxelles et une partie de la Wallonie grâce à la puissance de l'émetteur de Lille, ce qui va intensifier la concurrence faite à la RTB.
Après avoir occupé des locaux de fortune, la télévision va occuper des locaux adaptés. C'est le grand chantier de la Cité de la Radio-télévision du boulevard Reyers. Les premiers studios de télévision (en noir et blanc, vite obsolètes) seront ouverts en 1967.
En 1963, la captation au Théâtre du Vaudeville du spectacle La bonne planque avec Bourvil et Pierrette Bruno sera reprise par l'ORTF pour remplacer un programme défaillant à la suite d'un mouvement de grève des techniciens français. Le gros succès d'audience qui en résultera va inspirer à la chaîne française la longue série de Pierre Sabbagh, Au théâtre ce soir.
Dès 1962, la télévision belge de langue française prépare la réalisation de 126 épisodes qui doivent retracer l'histoire de la Grande Guerre de 1964 à 1968. La réussite, unique au monde, de cette gageure s'étendra de 1964 à 1968 à raison d'une émission par semaine relatant les événements politiques et militaires sur la base d'actualités d'époque, de reconstitutions et de commentaires illustrés de cartes et schémas et accompagnés d'interviews d'anciens combattants belges et étrangers faisant revivre les quatre années de combat de l'armée ainsi que les duretés de l'occupation du territoire et de la répression des patriotes.   
En 1968, première émission d'actualité régionale ; d'hebdomadaire, elle deviendra vite quotidienne. La même année, apparition de la première caméra mobile avec magnétoscope transportable (VR 3000 d'Ampex).
1er janvier 1971 : apparition de la couleur sur de nouveaux émetteurs ; le vieux réseau monochrome ne sera converti qu'en 1977. La norme choisie après d'âpres débats est le PAL. La tour de Babel continue ; les téléspectateurs qui captent les chaînes françaises devront s'équiper en récepteurs mixtes PAL-SÉCAM. Très vite, les télédistributeurs auront les possibilités techniques de transcoder le SECAM en PAL, simplifiant la vie du téléspectateur avide des chaînes françaises.
Dès 1976, les premières caméras de vidéo légère arrivent et vont révolutionner d'abord le journal télévisé, puis toute la production extérieure de fiction et de reportage qui glissera progressivement du film 16 mm vers la vidéo, d'abord au standard U-matic.
En 1971, Neuf millions neuf poursuit la voie des grands reportages, mais en axant aussi sur plus de social et d'humain dans des témoignages de la vie quotidienne.
1972 : première dramatique tournée en couleur : Les Vertueux de Nathan Grigorieff et Pierre Braner avec le Rideau de Bruxelles

## 1977: ajout duF
C'est aussi par la volonté politique de décentralisation que l'on ouvrira des studios de télévision à Liège et à Charleroi dès le 27 septembre 1976. C'est aussi à ce moment qu'une deuxième chaîne vient renforcer l'offre belge. En 1978, la Bis offrira intégralement en direct la semaine de la finale du Concours musical international Reine Élisabeth de Belgique.
En 1984, création avec d'autres télévisions francophones de la chaîne TV5.
En 1987, à la suite du succès de Sandra Kim, l'année précédente, le Concours Eurovision de la chanson est organisé à Bruxelles dans un des palais des expositions au Heysel.
27 septembre 1989 : lancement de Canal+ TVCF (pour Télévision de la Communauté française). La Communauté française détient des parts dans Canal+ TVCF via la RTBF.
1993 : premier plan de rationalisation ; le plan Horizon 97 met à la retraite des centaines d'agents ; fin de l'existence de l'orchestre symphonique.
En 1999, Canal+ TVCF (devenu Canal+ Belgique en 1995) lance Le Bouquet, premier bouquet numérique sur le câble. 
26 novembre 2001 : lancement de la chaîne par satellite RTBF SAT.
Octobre 2002 :adoption d'un nouveau plan de réforme Magellan : nouvelle suppression de postes, fin des centres régionaux et réforme profonde des réseaux radio.
Le 31 octobre 2003, Grand Gala des 50 ans. La RTBF fête son cinquantenaire, en direct de la Maison de la Radio, place Flagey à Ixelles. Là où l'INR a vu le jour.
Le 29 octobre 2004, Canal Plus Belgique devient Be TV.
Le 28 juin 2005, Belgacom lance une offre de télévision numérique, Belgacom TV. 
Le 25 septembre 2006, création de Arte Belgique, des fenêtres belges sur le canal de la chaîne franco-allemande, qui se matérialisent par l'émission Cinquante Degrés Nord, en semaine de 20h15 à 20h45, et Quai des Belges, le dernier mercredi du mois à 22h30. Ces émissions sont entièrement produites par la RTBF sur fonds spécial alloué par la Communauté française, et qui ont pour but de mettre en valeur le patrimoine culturel de Belgique francophone.

## Chronologie détaillée de la radio et de la télévision en Belgique

### 1912
- Vente du premier récepteur de radio commercial.

### 1913
- Première européenne : installation d'une station expérimentale de radiophonie dans une annexe du palais royal de Laeken.

### 1914
- La station de Laeken diffuse les premiers concerts radiophoniques d'Europe. Les émissions ont lieu chaque samedi et sont reçues sur des postes à galène, jusque dans le Nord de la France.
- La station de Laeken est aussi le siège d'une école pratique de TSF, d'un bureau d'études, de laboratoires de recherche et de construction d'appareils. Elle permet en outre les contacts avec le Congo, l'Amérique...
- Et pourtant... Le 19 août 1914, ces installations en plein essor sautent à la dynamite, sur ordre du roi Albert : il faut faire face à l'invasion allemande.

### 1920
- Pour se conformer à la loi, tout possesseur d'un poste de radio doit écrire une lettre au ministre des PTT et payer une redevance annuelle de 20 francs.

### 1923
- 23 novembre, la SA Radio Bruxelles s'installe dans ses meubles, 34 rue de Stassart.

### 1924
- Premier janvier, Radio Belgique, société privée, succède à la S.A. Radio Bruxelles avec l'aval des pouvoirs compétents.

Radio Belgique s'oblige d'elle-même à une attitude de neutralité et de courtoisie et tire ses ressources de la publicité ainsi que d'une majoration du prix de chaque support de lampe fabriqué par la S.B.R.
- 25 mars, la voix de Théo Fleischman se fait entendre pour la première fois. Il marquera de son envergure, 30 années durant, l'histoire de notre radio nationale.
- Naissance du premier magazine des sports, « La quinzaine sportive » de Louis Quiévreux.
- Premier reportage sportif en direct : « Les six jours cyclistes au vélodrome d'Hiver de Bruxelles ».

### 1926
- Juin, première transmission de prestige avec un discours du Roi Albert à Ostende.
- Premier novembre, Théo Fleischman met à l'antenne le premier Journal Parlé. Le style est simple et direct, une information sûre et rapide : « Toutes les nouvelles du monde et de la journée en trente minutes ».
- Les programmes musicaux sont prépondérants : un orchestre joue en direct. Des conférences, des lectures et des causeries sont également mises à l'antenne.

### 1927
- Naissance de la première radio scolaire avec les cours d'anglais, de sténographie, d'espéranto.
- Adrien Milecamp assure le premier reportage de football : le match Belgique-Angleterre, au Daring.
- Le ministre Edouard Anseele (père) met à l'étude, « en accord avec les organisateurs de Radio Belgique », un projet de « Société nationale de radiophonie avec forte intervention de l'État » : il en résultera la loi du 18 juin 1930, portant création de l'Institut national belge de radiodiffusion, l'INR.

### 1928
- Premier reportage au long cours: André Guéry et Carl Goebel, envoyés spéciaux du J.P., « couvrent » le voyage des souverains belges au Congo.

### 1929
- Naissance du jeu radiophonique. Parallèlement, Théo Fleischman écrit sa première pièce pour les ondes.
- Premières émissions colombophiles et premières émissions pour enfants.
- Création de N.V. Radio, en langue flamande.

### 1930
- À la suite de la loi du 18 juin, l'INR est créée et se voit attribuer l'usage exclusif des trois longueurs d'onde accordées à la Belgique. Les deux premières respectivement pour les émissions françaises et flamandes. La troisième ne reçoit pas, au départ, d'affectation précise.

L'INR ne dispose pas pour autant du monopole des émissions. En effet, un certain temps d'antenne est réservé à des organismes ou groupements reconnus : RCB (Radio Catholique Belge), Société Libérale de Radiodiffusion, Radio Émissions Socialistes.
De plus, des stations privées sont autorisées à émettre sous certaines conditions, et ceci à titre provisoire et révocable. Premières stations en piste : Radio Schaerbeek et Radio Liège.
- À cette époque, l'INR émet ses émissions parlées depuis les numéros 1a et 1b de la rue du Bastion, à Bruxelles. L'Institut dispose également d'un studio musical au Théâtre Molière, et de la « Salle de l'Abbaye », 3 rue du Bastion.

### 1933
- Un concours est organisé, dont l'architecte bruxellois Joseph Diongre sera le lauréat, en vue de l'édification d'un Bâtiment de la Radio.

### 1934
- 24 novembre, l'INR lance ses premières émissions régulières à destination de l'Afrique.

### 1935
- On procède à l'achat d'un terrain de 4 000 m2, place Sainte-Croix - la future place Flagey - et, le 3 novembre, Paul-Henri Spaak, ministre des PTT et des Transports pose la première pierre de l'immeuble dont la construction sera achevée en 1939.
- Immédiatement, on considère la Maison de l'INR comme un modèle : 6 salles de concert, la plus grande pouvant accueillir 270 exécutants et 350 auditeurs – spectateurs, 4 studios spéciaux pour les jeux radiophoniques, des studios et bureaux pour les émissions parlées, des bureaux pour les services techniques et administratifs, répartis autour de ses 5 étages, des qualités acoustiques de pointe pour l'ensemble des studios... la maison de la Radio est alors unique en son genre !
- La Belgique ouvre le Pavillon de la télévision à l'Exposition universelle.

### 1938
- 16 stations privées coexistent avec l'INR, pour la partie francophone du pays.

### 1940
- Le 10 mai 1940, jour de l'invasion de la Belgique par l'Allemagne, dès 4 heures du matin, l'INR alias Radio Belgique diffuse des informations, des communiqués, des appels et avis à la population, des émissions spéciales.
- Le 11 mai, les émissions parviennent à l'antenne via les studios secrets d'une villa à Boitsfort.
- Le 15 mai, un premier émetteur est sabordé, un autre démonté et expédié en France. C'est alors que Léopold III adresse un appel à la résistance aux soldats des forts de Liège. L’émission est réalisée depuis la station de Lille de la Radiodiffusion française.
- Le 14 juin, l'INR interrompt ses activités. Tous les émetteurs belges ont été démontés ou détruits afin d'éviter leur utilisation par l'ennemi. La Belgique sera ainsi le seul des pays envahis à ne laisser aucune station de radio aux mains de l'occupant.
- À Bruxelles, les Allemands se saisissent des installations de la Maison de la Radio. L'INR rebaptisée Radio Bruxelles est administrée par un commissaire allemand. Les émissions sont diffusées au moyen d'émetteurs de l'armée allemande.

Radio Belgique déménage à Londres et s'installe à la BBC.
- Au lendemain du 18 juin 1940, seules les ondes de la BBC demeurent en mesure de faire retentir une voix combattante. Et il faudra patienter jusqu'au 28 septembre, pour entendre des Belges s'adresser aux Belges, via la BBC : Victor de Laveleye sera la voix des francophones de Radio Belgique, Jan Moedwill celle des flamands sur Radio Belgie.

Le gouvernement belge, retiré à Londres, vient de créer sur le territoire britannique, l'Office de radiodiffusion nationale Belge (RNB) relevant directement du ministère de l'Information belge à Londres.
- Plus tard, à partir de 1943, la R.N.B. émettra des programmes en plusieurs langues. Réalisés respectivement à Londres, New York et Léopoldville, ils seront diffusés dans le monde entier par une puissante station d'émetteurs en ondes courtes installée dans la capitale du Congo.
- La mission Samoyède et la libération: En mai 1940, en rendant le centre émetteur de Veltem inutilisable, la Belgique a pratiqué la politique de la terre brûlée. Mais il faut penser à l'après-guerre et à la remise en route de la radio dans une Belgique libérée. Un homme y pense : Paul Lévy. Brillant reporter de l'INR, il est incarcéré à Breendonck en 1941. Libéré par un extraordinaire concours de circonstances, il retrouve Paul Landrain, directeur technique à Radio Schaerbeek. Ensemble, ils jettent les bases de l'installation secrète d'émetteurs dans le pays occupé. La mission portera le nom de code « Samoyède ».
- Et c'est le miracle, le 4 septembre 1944 ! Quelques heures à peine après la libération de Bruxelles, grâce à la Mission Samoyède, une émission triomphante de la R.N.B. est émise depuis la banlieue de Bruxelles. Très vite, une mission militaire reprend possession des installations de la Maison de la Radio. Elle est rejointe, le 23 septembre, par l'équipe militarisée de la R.N.B. Celle-ci est affectée à l'exploitation des postes régionaux grâce aux émetteurs clandestins installés par Samoyède à Liège, Houdeng-Goegnies (Hainaut) et Tamines (Namur), Anvers, Gand et Courtrai.

Les émetteurs wallons seront à l'origine des actuels centres de production de Liège, du Hainaut et de Namur-Luxembourg-Brabant wallon.
Tous les journaux des pays alliés l'ont écrit : aucun pays libéré n'a réussi à reprendre ses émissions nationales aussi rapidement que la Belgique, rendant par la même occasion, de précieux services aux armées alliées.
- En 1944 et 1945, l'INR met son équipement technique à la disposition de la RNB. Cette coexistence prend fin le 14 septembre 1945. Par Arrêté Royal, l'INR retrouve le mandat qui lui avait été confié en 1930 : assurer en Belgique « le service de radiodiffusion dans l'intérêt du public ».

Parmi les administrateurs nommés par le roi, trois administrateurs directeurs généraux sont désignés pour diriger le département des émissions françaises, des émissions flamandes et le département technique.
- L'INR s'attelle à une tâche considérable : restaurer et adapter les installations aux progrès techniques, assurer deux programmes nationaux, deux programmes régionaux, des émissions en langue allemande, des émissions mondiales fonctionnant à la fois à Léopoldville et à Bruxelles.
- D'autres nécessités s'imposent : normalisation, développement des programmes, rajeunissement, multiplication des formules radiophoniques.

La radio s'adapte aux nouveaux besoins du public dont les sensibilités se sont transformées, dont l'intérêt pour l'information radiophonique s'est considérablement accru, qui est aussi en attente de délassement culturel de qualité.
- C'est la naissance d'un nouveau ton : les rédacteurs du Journal parlé sont invités à utiliser « un style bref, faits de phrases claires, courtes, sans incidentes ni subordonnées... » et à donner au journal « un ton plus familier, marquant plus d'égard envers l'auditeur ».

Les pièces de théâtre auront désormais « un caractère moins solennel ».
En résumé, il s'agit de réagir contre « la réputation de raideur et d'ennui, que l'INR a dans beaucoup de milieux ».

### 1948
- Les techniques d'enregistrement sont en progrès constant. En 1948, on voit apparaître les premiers microsillons 33 tours et les 45 tours arrivent sur le marché en 1949.

### 1953
- 2 juin, diffusion en direct du couronnement de la reine Elizabeth II d'Angleterre.
- La télévision belge, encore expérimentale, émet deux heures par jour, six jours sur sept. Les productions propres sont limitées à deux soirées par semaine, le mercredi et le dimanche.

Le reste de la programmation est assuré par des « relais de Paris » (programmes de la RTF, Radiodiffusion-télévision française). 
- Théo Fleischman prend sa retraite.

### 1954
- Création de l'Eurovision.
- Transmission de la Coupe du mde football.

### 1956
- Le 1er septembre, premier journal télévisé entièrement réalisé à Bruxelles. Hormis celle du présentateur lisant son texte, ce journal est presque sans image.

### 1958
- Exposition universelle de Bruxelles.
- La télévision belge (INR) achète des cars de captation, met en service de nouveaux émetteurs qui permettent à 96 % de la population de la capter. * Chaque jour, des reportages, interviews, débats et animations font le compte-rendu des activités de l'Expo 58.
- La section Enquêtes et Reportages lance le premier grand magazine de la TV belge : « Neuf Millions ».
- Premiers essais d'échanges d'actualités télévisées en Eurovision.

### 1960
- L'INR devient RTB, la Radio-télévision belge (un Institut d'émissions néerlandaises, un Institut d'émissions françaises, un Institut des services communs).
- Les Instituts d'Émissions sont indépendants l'un par rapport à l'autre.
- La RTB. dispose d'une autonomie culturelle totale, d'une indépendance organique vis-à-vis du gouvernement et de la garantie de la liberté d'information.
- La télévision dispose d'une autonomie par rapport à la radio : personnel distinct, infrastructure particulière, locaux appropriés. Elle est dirigée par un directeur des programmes nommé par le Roi.

### 1962
- Introduction de la télédistribution à Liège et à Namur.

### 1964
- Naissance de l'Eurovision dont la régie centrale s'installe à Bruxelles, les installations techniques étant installées sous la coupole du palais de justice de Bruxelles avec sa grande antenne qui domine la ville.

### 1967
- Début du déménagement de la place Flagey vers le site du boulevard Reyers

### 1971
- Première émission en couleurs : « Le Jardin extraordinaire ».

### 1973
- Premier Journal télévisé en couleurs.

### 1976
- Décentralisation de la production avec la création des Centres régionaux TV à Liège et Charleroi.

1976 est la date de l'inauguration mais la décentralisation s'était faite en 1974 ; des émissions au label de Charleroi étaient déjà produites en 1971 mais diffusées depuis Reyers puisque la décentralisation n'était pas encore réalisée (agent rtbf).

### 1977
- La RTB devient RTBF, Radio-télévision belge de la Communauté française, par décret du Conseil culturel de la Communauté française.
- La RTBF dispose ainsi de l'autonomie culturelle, d'un monopole de diffusion radiotélévisée, de la liberté de l'information, d'une indépendance face aux pouvoirs publics.
- La RTBF est dirigée par un conseil d'administration dont les membres sont élus conformément aux répartitions politiques au sein du Conseil culturel. L'Administrateur général est désigné par le Conseil culturel.
- La RTBF lance une deuxième chaîne TV, RTbis, qui propose des rediffusions de la première chaîne.

### 1979
- Création du Centre de Production TV de Bruxelles.
- RTbis devient Télé 2.

### 1984
- Création de TV5, chaîne européenne francophone par TF1, Antenne 2, FR 3, la SSR et la RTBF. Apparition de la publicité non-commerciale à la RTBF.

### 1985
- Création de la première filiale de la RTBF, la RMB (Régie Média belge).

### 1987
- Organisation par la RTBF du Concours Eurovision de la Chanson : l'apport financier et la citation à l'écran de sponsors commerciaux sera autorisée à titre exceptionnel.
- Le canal belge de RTL Télévision prend son indépendance le 12 septembre 1987 avec le lancement par la CLT de RTL-TVI qui produit désormais tous ses programmes à Bruxelles. C'est la première chaîne privée en Communauté française de Belgique.

### 1988
- 21 mars : naissance de Télé 21, deuxième chaîne TV à part entière, avec une programmation qui allie l'événement en direct (principalement sportif) et la diffusion de films, de musique et de documentaires sociaux et culturels.
- Décret de la Communauté française autorisant la diffusion de publicité commerciale TV par RTL-TVi (fin du monopole de diffusion de la RTBF).

### 1989
- 4 juillet : un décret de la Communauté française autorise la diffusion, par la RTBF, de publicités commerciales. La gestion et la commercialisation des espaces publicitaires est confiée à TVB, société commune aux chaînes publique et privée de la Communauté française (RTBF et RTL-TVi).
- 27 septembre : première émission de Canal Plus TVCF, télévision à péage, filiale de la RTBF créée à Bruxelles, le 28 août 1988. Elle deviendra Canal Plus Belgique en mai 1995.

### 1993
- 21 mars : Télé 21 cède la place à Arte 21 (la RTBF entre dans le GEIE en tant que membre associé, cet accord sera suspendu en mars 1994) et Sport 21 qui reste la chaîne de l'événement sportif et des grands directs.

- Mise en place de « Horizon 97 », plan de mise à la retraite anticipée du personnel statutaire (volontaire à partir de 55 ans, automatique à l'âge de 60 ans au lieu de 65 ans), en vue d'enrayer un déficit croissant de l'entreprise.

### 1995
La RTBF signe un accord de coproduction avec Arte, portant sur une vingtaine d'heures de programmation par an. 

### 1997
- 1er mars : la deuxième chaîne TV, RTBF 21, divise son offre de programmes entre la deux, chaîne de multidiffusion de programmes culturels, de documentaires et chaîne d'accueil des événements non sportifs en direct (Commissions parlementaires, Concours musical Reine Élisabeth par exemple) et Eurosport 21 qui propose des « fenêtres » de programmes sportifs produits par la RTBF, insérées dans le programme complet de Eurosport.
- 8 juillet : adoption par le Parlement de la Communauté française, du décret faisant de la RTBF une entreprise publique autonome.
- 14 octobre : signature du contrat de gestion de la RTBF, conclu pour 4 ans, fixant les droits et obligations respectifs du gouvernement de la Communauté française et de l'entreprise.

### 1998
- Le 1er mars, les radios de la RTBF connaissent une première réforme : l'antenne est ouverte à 05h00, avec un premier Journal Parlé. Dans la foulée, les décrochages de Fréquence Wallonie (Hainaut Matin, Liège Matin et Sud Info Matin) démarrent, eux aussi, à 05h00 et Radiolène, le décrochage verviétois de la RTBF Liège, ouvre l'antenne à 06h30.
- À l'occasion de la Coupe du Monde de Football, la RTBF décide de diffuser l'intégralité des matches sur ses deux chaînes de télévision principales, La Une et La Deux. Afin que le public le plus large ait accès à ces programmes, on procède à une redistribution des émetteurs, qui permet de capter La Une et La Deux sur les réseaux de télédistribution bien sûr, mais aussi par voie hertzienne, sur la totalité du territoire de Wallonie et de Bruxelles. Ce dispositif sera maintenu au-delà de la Coupe du Monde, par décision du Conseil d'Administration du 13 juillet.
- 31 août : deuxième phase de la réforme des radios, avec une remise à neuf de La Première : pour une meilleure cohérence de l'antenne et une rationalisation des moyens de productions, le Centre de Production de Bruxelles prend en charge les émissions de journée du lundi au vendredi, les émissions de soirée et du week-end étant confiées aux Centres wallons.

### 1999
- Le 1er février, la RTBF reprend la diffusion d’émissions radio en ondes courtes, à destination de l’Afrique centrale. RTBF International relaie les principaux programmes de La Première, de 05h00 à 19h00.
- Quelques mois plus tard, la RTBF remet en activité son ancien émetteur en ondes courtes : RTBF International sera désormais capté aussi en Europe du Sud.

### 2000
- Le 5 mai, lancement de Radio Trafic, une chaîne de musique et informations routières, diffusée en DAB mais aussi en ondes moyennes, en attendant que la technologie du DAB fasse une percée dans le grand public.

Radio Trafic s’accompagne d’un bouquet de services, TraficPlus, accessibles notamment sur Internet.
- Juin, la Belgique et la Hollande coorganisent un événement sportif d’ampleur : l’Euro 2000 ! La RTBF est bien sûr présente tant en radio qu’en TV mais aussi sur internet.

Le site « Goal 2000 » rencontrera un franc succès et marquera de façon décisive le début de l’aventure Internet à la RTBF.

### 2001
- 26 novembre, la RTBF télévision se décline à présent aussi via satellite ! RTBF SAT est née et diffusée sur toute l’Europe grâce au satellite Astra.
- Cette troisième chaîne de télévision RTBF est émise en clair et en numérique 24h/24h. Elle diffuse toutes les productions propres de la maison : magazines culturels et d’information, documentaires, captations de concerts ou encore émissions de services et de divertissements.

### 2002
- Septembre : la deuxième chaîne de la RTBF fait peau neuve sous l’appellation ladeux : nouvel habillage, nouvelles émissions, nouveaux visages… ladeux fait définitivement peau neuve.

La RTBF rédige une Charte de ses valeurs dont trois mots se dégagent plus particulièrement : enrichissement, audace, excellence des programmes. Cette Charte est le fondement de ce que devrait être la nouvelle RTBF.
- 9 octobre, approbation du plan Magellan par le Conseil d’administration de la RTBF.

Ce plan a pour objectif d’assainir les finances de l’entreprise grâce notamment à des départs en retraite anticipés mais aussi par un repositionnement des produits. Ainsi, les radios sont réformées : Bruxelles Capitale et Fréquence Wallonie fusionnent; quant à Radio 21, elle se scinde en une chaîne « Classic Rock » et une chaîne musicale « Jeunes ».
Tous ces changements ne se feront bien sûr pas en un jour : la mise en place du plan s’étalera sur trois voire quatre ans. 

### 2003
- Le conseil d’administration désigne les membres de la nouvelle hiérarchie de la RTBF le 28 février. Ils entrent effectivement en fonction le 24 mars.
- Le 8 octobre, l’administrateur général se voit garantir le volet financier du plan Magellan. La RTBF, la Communauté française et les deux régions, wallonne et bruxelloise, participent à l'opération.
- À l’occasion des 50 ans de la télévision, la RTBF réalise une exposition au Musée Royal de Mariemont, intitulée « Les jardins de la mémoire » et programme tout au long de l’année des émissions spéciales. L’opération 48.81.00 redémarre le 11 octobre sous une forme rajeunie et avec une nouvelle appellation « Cap48 ».

### 2004
- Le 26 janvier, la RTBF modifie profondément son JT, par l’installation d’un nouveau studio et d’un nouveau décor.
- Le 29 février, coup d’envoi de la nouvelle radio VivaCité née de la fusion entre Fréquence Wallonie et Bruxelles Capitale.
- Le 22 mars, lancement de la Première et Musiq3.
- Le 1er avril, naissance de Classic21 et de PureFM, les deux dernières radios de la RTBF.

### 2005
- En mai, la RTBF change de logo et modernise son apparence. Elle réorganise son offre TV en visant la complémentarité des programmes des deux chaînes, la une et la deux.
- En novembre, elle organise avec la VRT la Grande finale de l’Eurovision de la Chanson Junior à Hasselt.